# Nullo Facchini
Nullo Facchini (født 1960) er en italiensk-født dansk teaterdigter, -instruktør og -leder for Cantabile 2.
Nullo Facchini er født i Bologna i Italien, og i 1983 dannede han teatergruppen Cantabile 2 med skuespillere fra mange lande i Europa.
I 1984 flyttede Nullo Facchini Cantabile 2 til Danmark, hvor det har befundet sig siden og fra 1990 opnået status af egnsteater i Vordingborg Kommune. Facchini har gennem årene fungeret dels som kunstnerisk leder, dels som instruktør af teatrets forestillinger, der ofte bryder med vante teaterformer og teaterrum.
Siden 2003 har Facchini primært udforsket en forestillingsform der er human-specific, dvs. at den har fokus på menneskets universelle sensitivitet som følelsesmæssig eksistens. En human specific performance relaterer til tilskueren som individ og ikke som masse. Enhver person der køber billet, bliver derfor set på, rørt ved, talt til og på lignende vis involveret i personlige møder på forskellige niveauer med skuespillerne.
Derudover fungerer Nullo Facchini som kunstnerisk leder af den biennale teaterfestival Waves, der hvert andet år afholdes i Vordingborg og samler teatergrupper, fortrinsvis inden for performance og gadeteater fra det meste af verden.
Nullo Facchini modtog i 2003 Kjeld Abell-prisen.